# ステイケーション

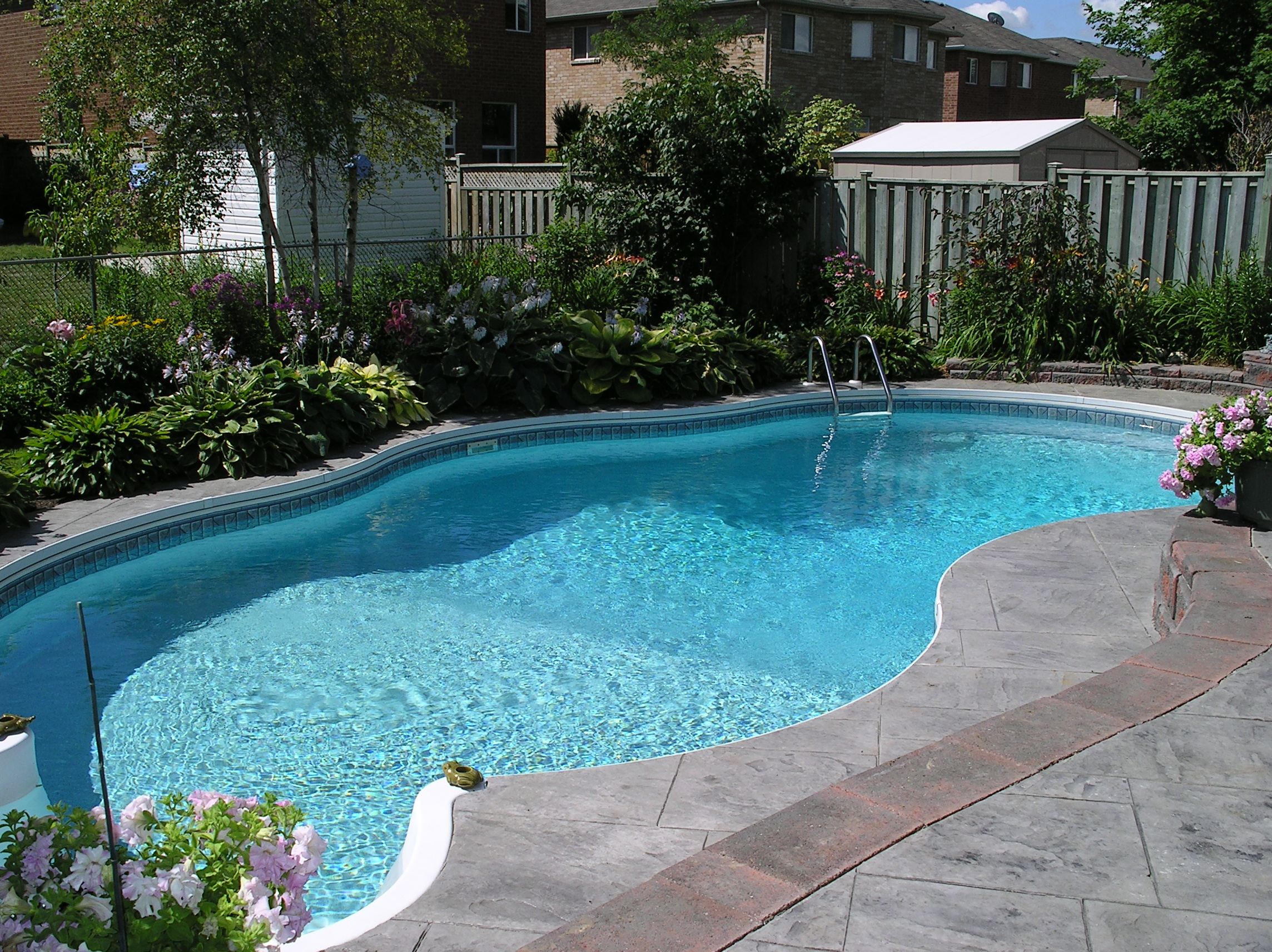
ステイケーションとして自宅のプールなどでリラックス

ステイケーション（英語: staycation）は、個人や家族が休暇を自宅や近場で過ごす行為、概念またその期間である。
滞在を意味する「ステイ（Stay）」と、休暇を意味する「バケーション（Vacation）」を組み合わせた造語。休暇を旅行に行って過ごすのではなく、自宅や近場で過ごすという意味。
イギリスでは、特に外国旅行ではなく国内旅行が増加した傾向について、この語が使用されていることが多い。

## 起源
この言葉が出来た背景は、英紙ガーディアンによれば、ブレグジットが発表された直後にポンドの価値が暴落したことをきっかけに、海外を始め長距離の旅行を控える代わりに、休暇では「家の近くで贅沢」を決めこむイギリス人が激増したことがきっかけである。すなわち、バケーションではなく「ステイ」ケーション（その場にいながらの休暇）である。
また、『留守番』などのイントネーションで使われることもあるそう。

## 発展

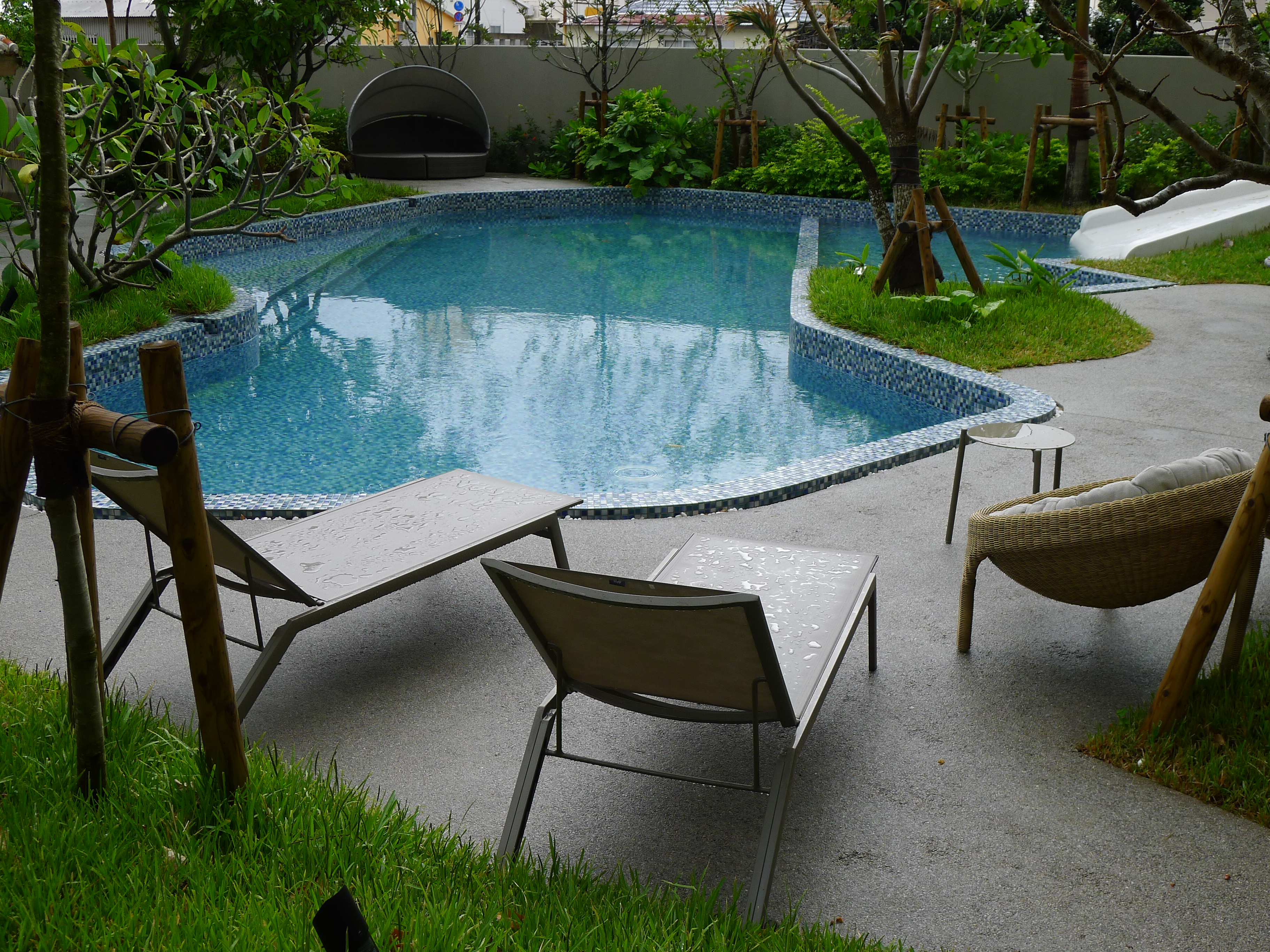
ステイケーションに力を入れる沖縄のリゾートホテル

新型コロナウイルス感染症の流行に伴い、都市封鎖や長距離移動が制限されたこともあり、居住地域内（地元）のホテルに滞在して過ごすステイケーションが諸外国で注目され、利用者が増加した。
日本でも前述のような安近短の旅行をマイクロツーリズムと呼ぶようになり、都市部在住の住民を対象に普段宿泊する機会が少ない在地の高級ホテルに宿泊するステイケーションが提案された。折からのGo Toトラベルキャンペーンや東京都であれば都民割のような観光復興支援事業が後押しするかたちとなった。さらに、都市部近郊の貸別荘やグランピング場などもwi-fiなどの通信設備を整えステイケーションに参入するようになった。
また日本では、余暇（バケーション）ではなく仕事（ワーク）目的の滞在（ステイ）を主体とするステイワークなどへも広がりを見せている。ビジネスホテルによる宿泊を伴わない日中利用のデイユースや、連泊・長期間ステイで部屋に籠りリモートワークをするサブスクリプションプランを提供するなど、在地ホテルがステイワークでビジネス需要に応えるようになった。休暇を兼ね旅先で仕事もこなすワーケーションが長距離の移動を伴うため感染リスクを気にする人からは忌避されたことや、勤務先から遠方へ行くことが認められない事例が背景にある。例えばJR東日本では系列で駅に隣接するホテルメッツの立地を活かした「ステーションワーク」として、帝国ホテルでは「ホテルリビング（ホテルに住まう）」として週・月単位での滞在を勧める短期賃貸マンションに乗り出している。
ステイケーションは、『メリアム=ウェブスター大学辞典』2009年版に採録されている。
イギリスでは「ホリステイ」、「デイケーション」などとも呼ばれる。韓国では「호캉스（ホカンス）」（ホテルでバカンス）、中国では「住宿」と訳して用いている。また、英語では似た概念に比較的自宅近くで休暇を過ごすという「ニアケーション（nearcation）」という語もあり、ステイケーションと同義で使われることも多い。